# Ejn Charod

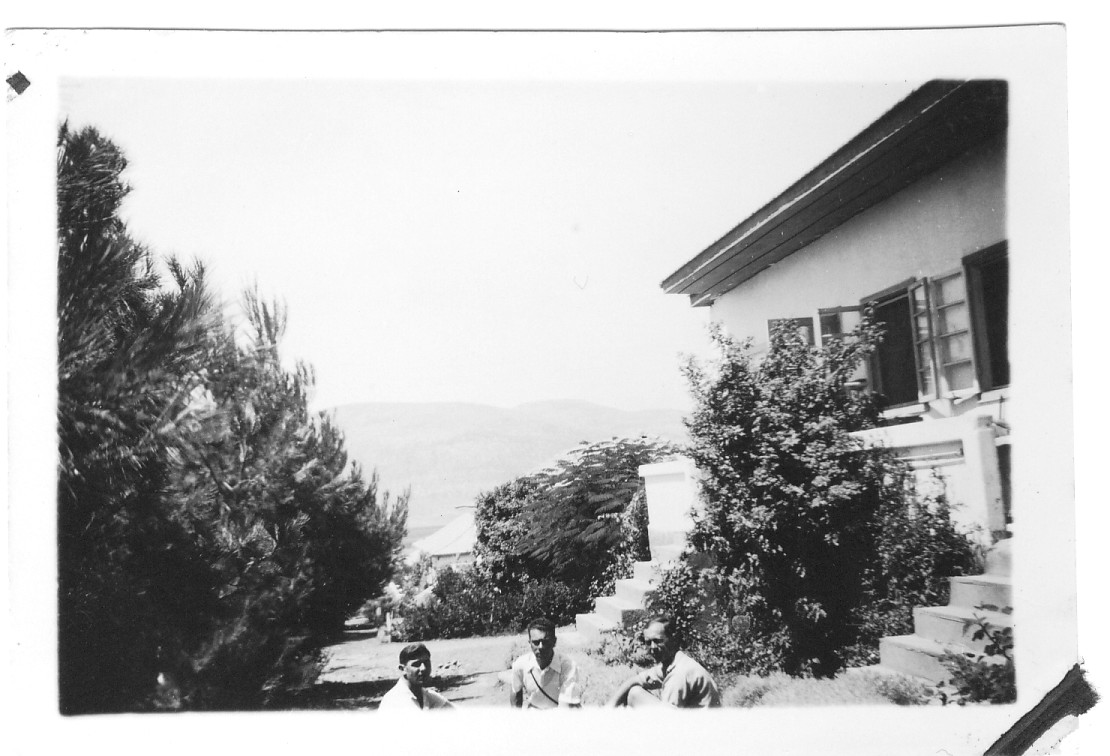
Kibuc Ejn Charod ve 30. letech 20. století

Ejn Charod (hebrejsky: עין חרוד, anglicky: Ein Harod) byla kolektivně hospodařící zemědělská vesnice typu kibuc v Izraeli, v Severním distriktu, v Oblastní radě Gilboa, založená roku 1921.
V roce 1951 se Ejn Charod kvůli názorovému rozkolu v organizační struktuře kibuců, který se přenesl i mezi místní obyvatele, rozdělil na dvě nezávislé obce.
- Ejn Charod Ichud (napojen na středolevicovou politickou stranu Mapaj a začleněn do organizace Ichud ha-Kvucot ve-ha-Kibucim)
- Ejn Charod Me'uchad (napojen na levicovou politickou stranu Mapam a začleněn do organizace ha-Kibuc ha-Me'uchad)

(podrobný popis založení kibucu Ejn Charod se nachází v článcích o obou nástupnických obcích)
Později se ideologické rozpory způsobené rozkolem v 50. letech 20. století vytrácely a dnes patří obě vesnice do stejné organizace Kibucové hnutí (ha-Tnu'a ha-Kibucit), byť administrativně si obě uchovávají samostatnost.
Jméno kibucu bylo odvozeno od místních názvů.
- Ma'ajan Charod (hebrejsky: מעיין חרוד, anglicky: Ma'ayan Harod) sladkovodní pramen, u kterého byl zřízen kibuc
- Nachal Charod (hebrejsky: נחל חרוד, anglicky: Nahal Harod) vodní tok, který protéká zdejším regionem
- Charodské údolí (hebrejsky: עמק חרוד, anglicky: Emek Harod) název východní části Jizre'elského údolí, kterou protéká Nachal Charod